# 布雷讷 (上马恩省)
布雷讷（法語：Brennes，法語發音：[bʁɛn]）是法国上马恩省的一个市镇，属于朗格勒区。

## 地理
布雷讷（47°47'47"N, 5°16'46"E）面积9.88 平方千米，位于法国大東部大區上马恩省，该省份为法国东北部内陆省份，北起马恩省和默兹省，西接奥布省，西南接科多尔省，东南接上索恩省，东临孚日省。
与布雷讷接壤的市镇（或旧市镇、城区）包括：弗拉热、隆若-佩尔塞、努瓦当勒罗舍、奥尔瑟沃、上韦尔塞耶、布尔、圣若姆。

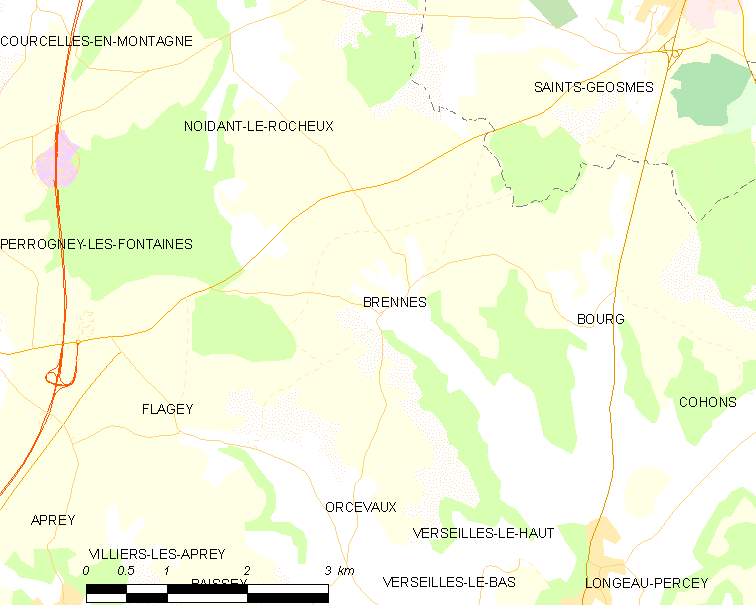
的OSM定位图

布雷讷的时区为UTC+01:00、UTC+02:00（夏令时）。

## 行政
布雷讷的邮政编码为52200，INSEE市镇编码为52070。

## 政治
布雷讷所属的省级选区为维勒居西安勒拉克县。

## 人口

1962-2008年间人口变化图示

布雷讷于2022年1月1日时的人口数量为124人。